# Municipio de Reykjanesbær
Reykjanesbær es un municipio de Islandia, situado en la península de Reykjanes. Se creó en 1995 cuando los habitantes de los municipios Keflavík, Njarðvík y Hafnir votaron para unificarse.
De los tres núcleos de población, Keflavík es el mayor, mientras que Hafnir es diminuto y se encuentra a unos 10 kilómetros. Keflavík y Njarðvík eran en principio pueblos diferentes que fueron creciendo de modo conjunto durante la segunda mitad del siglo XX, hasta quedar separados por una calle, cuya acera norte pertenecía a Keflavík y la sur a Njarðvík.

## Ciudades hermanadas
El municipio de Reykjanesbær ha firmado protocolos de hermanamiento de ciudades con:
- Brighton, Reino Unido
- Hjørring, Dinamarca
- Kerava, Finlandia
- Kristiansand, Noruega
- Trollhättan, Suecia
- Orlando, Estados Unidos
- Miðvágur, Islas Feroe